# Calma ragazze, oggi mi sposo
Calma ragazze, oggi mi sposo (Le Gendarme se marie) è un film del 1968 diretto da Jean Girault. È il terzo film della serie de I gendarmi di Saint-Tropez, interpretata da Louis de Funès.
Il film fu campione d'incassi in Francia nel 1968, preceduto da Tre gendarmi a New York e seguito da 6 gendarmi in fuga.

## Trama
Al maresciallo Cruchot viene assegnata la missione di dare la caccia ai pirati della strada. Questa operazione sarà piena di sorprese e imprevisti, in particolare per un inseguimento di un'automobilista che trasgredisce tutte le regole stradali e guida la sua sportiva Ford Mustang convertibile in maniera spericolata. L'inseguimento si conclude davanti alla gendarmeria di Saint-Tropez, con la scoperta che la guidatrice è la vedova del colonnello della gendarmeria, Josepha, venuta in questo luogo di vacanze estive per conoscere l'ambiente della gendarmeria stessa.

Un de Funès comicamente rimpicciolito in una scena di addestramento subacqueo

La signora viene ricevuta con grande cortesia dal maresciallo superiore Gerber, che però si deve assentare temporaneamente. Entra allora Cruchot, che si trova faccia a faccia con la donna della quale non conosce ancora l'identità e che vuole multare. Al ritorno del superiore, Cruchot si rende conto dell'errore e viene redarguito severamente. Ma subentra il "colpo di fulmine" per i due, che si innamorano all'istante, al che Josepha avrebbe piacere di fare la conoscenza della piccola Nicole, figlia di Cruchot.
A Nicole inizialmente Josepha non piace, ma in seguito collabora con lei per spingere suo padre a prendere i galloni di maresciallo capo distrettuale. Cruchot si mette quindi in lista per la promozione e intraprende un rigido allenamento per assicurarsi l'avanzamento di grado. Cruchot supera l'esame e viene promosso a capo distrettuale con gran rabbia di Gerber. Ma la gloria di Cruchot finisce presto, quando si viene a sapere che c'è stato un errore nei risultati ed è Gerber in realtà che ottiene il posto e che ora intende vendicarsi di Cruchot.
Nel frattempo il pericoloso bandito Fredo il Macellaio evade dal carcere e cerca di ammazzare Cruchot, usando Josepha come esca. Tuttavia nella trappola ci casca Gerber per errore. Fredo cerca allora di fuggire al confine con Josepha come ostaggio. Cruchot li insegue e riesce a fermare e arrestare nuovamente Fredo.

## Produzione
Il film è stato girato a Saint-Tropez, nel dipartimento del Varo.
Questo terzo episodio è stato girato durante gli avvenimenti di rivolta del Maggio francese (Maggio '68) ed è stato rattristato dalla morte di uno stuntman che sostituiva Josepha (Claude Gensac), quando la sua auto arriva velocemente davanti alla gendarmeria. Lo stuntman ha perso il controllo e si è schiantato contro la vetrina di un negozio di fronte alla stazione di polizia. La scena è stata tagliata nel montaggio finale.
È l'ultima volta che l'attrice Geneviève Grad, nella parte della figlia di Cruchot, partecipa alla serie, mentre la signora Gerber cambia nome: nel primo film si chiama Cécilia e in questo film viene chiamata Gilberte.

## Accoglienza
Il film è stato un grande successo al botteghino nell'anno 1968, con oltre 6 milioni di spettatori nelle sale francesi.

## Sequel
Il film ha avuto tre sequel
- 6 gendarmi in fuga (1970)
- Il gendarme e gli extraterrestri (1979)
- Le Gendarme et les gendarmettes (1982)